# Thư viện Quốc gia Pháp
Thư viện Quốc gia Pháp (Bibliothèque nationale de France) là thư viện quan trọng nhất, đồng thời là cơ quan giữ chức năng lưu chiểu xuất bản phẩm của Pháp. Với vai trò thư viện quốc gia, đây cũng là nơi sưu tầm và lưu trữ những di sản thư tịch, đồng thời đảm nhiệm chức năng biên soạn, phát hành thư mục quốc gia. Thư viện Quốc gia Pháp ngày nay bao gồm 5 địa điểm và 2 trung tâm bảo quản tài liệu, trong đó địa điểm chính mang tên François-Mitterrand nằm ở Quận 13, Paris, còn địa điểm lịch sử Richelieu vẫn nằm trong trung tâm thành phố. Năm 2008, ngân sách của thư viện lên đến 280,6 triệu euro với tổng số nhân viên khoảng 2.500 người.
Thư viện Quốc gia Pháp có lịch sử bắt đầu vào năm 1368, khi vua Charles V cho thành lập thư viện cá nhân đặt trong cung điện Louvre. Năm 1537, François I ghi một dấu ấn quan trọng trong lịch sử thư viện khi ban hành chiếu dụ Montpellier, bắt buộc tất cả những ấn phẩm xuất bản tại Pháp phải có một bản sao lưu giữ trong thư viện hoàng gia ở lâu đài Blois. Thế kỷ 17, nhờ Jean-Baptiste Colbert, thư viện có những bước tiến mạnh mẽ và đạt đến giai đoạn hoàng kim trong suốt những năm của thế kỷ 18. Trở thành thư viện quốc gia vào thời kỳ Cách mạng, thư viện không ngừng đón nhận những bộ sưu tập sách được đưa về từ khắp Paris và nước Pháp, rồi từ cả những quốc gia láng giềng. Sự phát triển liên tục của bộ sưu tập tài liệu đã đẩy thư viện vào giai đoạn khó khăn tiếp theo vì thiếu không gian lưu trữ. Năm 1988, sau những cuộc tranh luận kéo dài, Tổng thống François Mitterrand quyết định xây dựng một thư viện mới. Trải qua 5 năm xây dựng, thư viện François-Mitterrand được khánh thành vào năm 1996, mang cái tên tưởng nhớ tới vị tổng thống đã khai sinh công trình.
Ngày nay, Thư viện Quốc gia Pháp là nơi lưu giữ nhiều bộ sưu tập tài liệu quan trọng với 13 triệu cuốn sách, 250 nghìn tập bản thảo, 350 nghìn tựa báo và tạp chí, 12 triệu bản in cùng nhiều tài liệu dạng khác bằng hàng trăm ngôn ngữ. Trong những kho lưu trữ của thư viện, có thể thấy rất nhiều những bản thảo của các nhà văn danh tiếng, những cuốn sách chép tay quý giá, những bản Kinh Thánh cổ cùng nhiều tài liệu có giá trị đặc biệt—như Jikji, cuốn sách in kim loại đầu tiên thực hiện năm 1377, hay bức ảnh cổ nhất do Nicéphore Niépce chụp năm 1825. Một phần quan trọng của bộ sưu tập tài liệu cũng đã được Thư viện Quốc gia Pháp số hóa và đưa lên thư viện số Gallica.
Với vai trò một thư viện quan trọng trên thế giới, Thư viện Quốc gia Pháp tham gia vào nhiều dự án quốc tế, hợp tác và trao đổi tài liệu cùng nhiều thư viện, cơ quan khác. Thư viện giữ vị trí trung tâm trong dự án Thư viện số Pháp ngữ và cũng góp phần quan trọng xây dựng thư viện số châu Âu Europeana. Từ năm 2007, giữ cương vị chủ tịch của Thư viện Quốc gia Pháp là nhà văn Bruno Racine.

## Lịch sử

### Thư viện hoàng gia

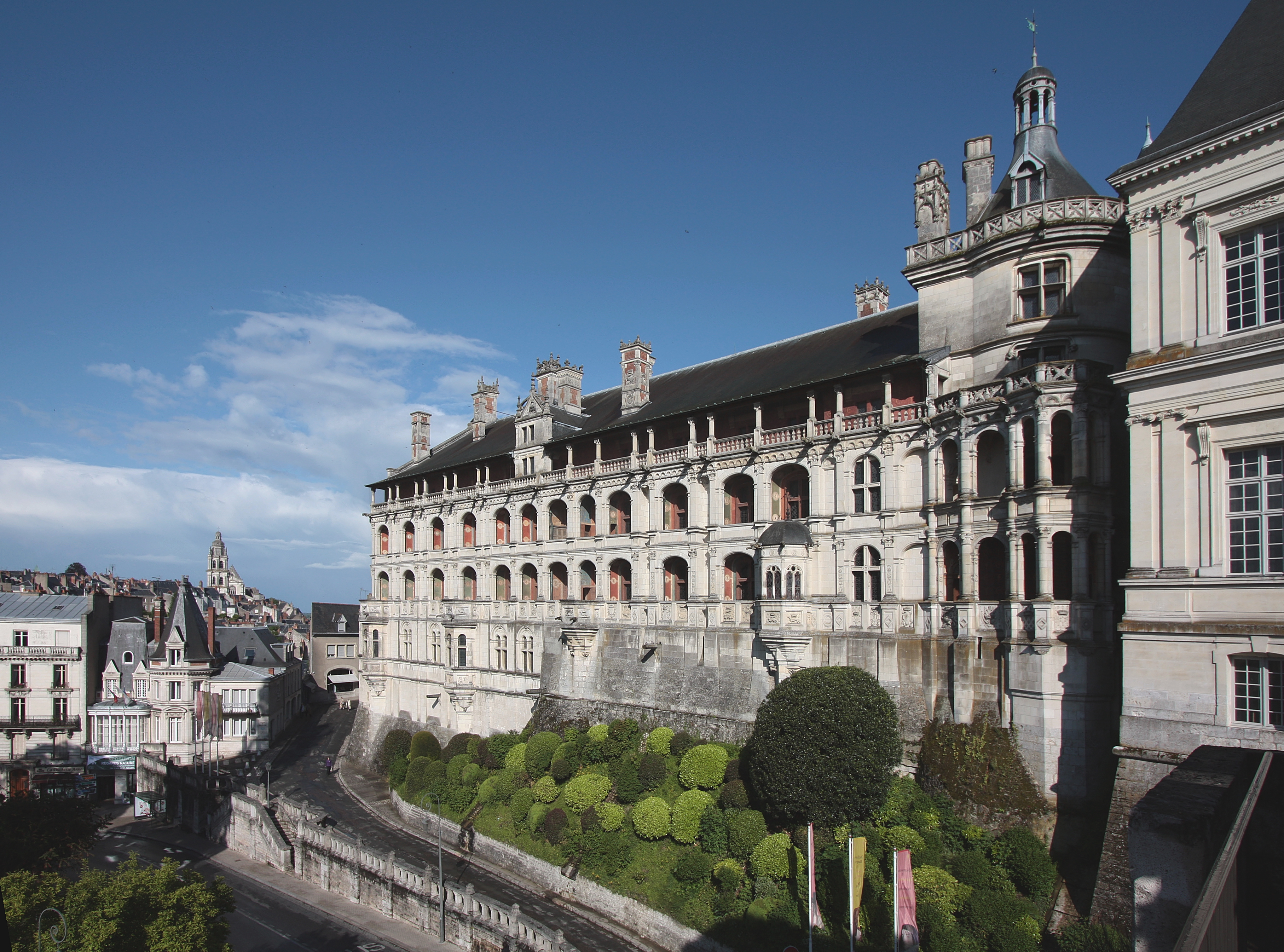
Lâu đài Blois, địa điểm của thư viện dưới thời François I

Thư viện Quốc gia Pháp ngày nay được khởi nguồn từ bộ sưu tập sách cá nhân của hoàng gia cách đây hơn 6 thế kỷ. Vào năm 1368, vua Charles V—cũng là một học giả, một người đam mê sách—cho thành lập một thư viện riêng với 917 bản sách chép tay, được đặt trong tòa tháp Fauconnerie của cung điện Louvre. Tuy nhiên, sau cái chết của Charles, bộ sưu tập quý giá này đã bị phân tán rải rác trong cuộc chiến tranh Trăm năm, ngày nay chỉ còn lưu lại được 60 cuốn. Phải đến thời Louis XI, vị vua trị vì từ năm 1461 tới 1483, thư viện hoàng gia mới được thành lập trở lại và tiếp tục tồn tại qua những vương triều sau đó. Trong khoảng thời gian cuối thế kỷ 15 đầu thế kỷ 16, nhờ những chiến lợi phẩm của hai vị vua Charles VIII và Louis XII trong cuộc xâm lăng nước Ý, bộ sưu tập sách của thư viện bắt đầu trở nên phong phú.
Sau khi chuyển đến Amboise rồi Blois, thư viện hoàng gia được hợp nhất với thư viện của François I, vốn đặt trong cung điện Fontainebleau từ năm 1522, do học giả, nhà nhân văn nổi tiếng Guillaume Budé quản lý. Bên cạnh việc bổ sung thêm những cuốn sách chép tay tiếng Hy Lạp quý giá, vua François I còn đưa ra một quyết định quan trọng. Với chiếu dụ Montpellier ngày 28 tháng 12 năm 1537, François I yêu cầu tất cả các cuốn sách được xuất bản tại Pháp đều phải có một bản sao lưu trữ trong thư viện của lâu đài Blois. Quy chế lưu chiểu này, rất gần với ý tưởng về một thư viện quốc gia, đã đánh dấu một mốc quan trọng trong lịch sử của thư viện.
Cuối thế kỷ 16, thư viện hoàng gia được chuyển về Paris và nằm trong khu phố La Tinh bên tả ngạn. Từ năm 1666, nhờ Jean-Baptiste Colbert, vị bộ trưởng tài chính của vua Louis XIV, thư viện bắt đầu bước vào một thời kỳ phát triển mạnh mẽ. Colbert đã cho mua lại nhiều bộ sưu tập sách cá nhân, đồng thời thư viện cũng nhận được không ít những tặng vật quan trọng. Rời khỏi khu phố La Tinh, thư viện chuyển về trụ sở mới trên phố Vienne, không xa địa điểm Richelieu ngày nay. Khi số lượng sách dần trở nên quá lớn, cũng là khi các thủ thư bắt đầu gặp khó khăn trong việc quản lý tài liệu. Điều này đã thúc đẩy Nicolas Clément, giám đốc thư viện từ năm 1691, đưa ra một phương pháp phân loại mới, ngày nay vẫn còn được sử dụng.
Thế kỷ 18 có thể xem như một giai đoạn hoàng kim trong lịch sử thư viện. Từ năm 1720, thư viện của nhà vua bắt đầu mở cửa cho công chúng, mỗi tuần một lần. Bộ sưu tập sách cũng dần được chuyển về trụ sở mới trên phố Richelieu. Tu sĩ Jean-Paul Bignon, người giữ chức giám đốc từ năm 1719, đã tổ chức thư viện thành năm khu lưu trữ: sách viết tay, sách in, tài liệu tước vị và phả hệ, bản khắc và khuôn rập, huy hiệu và trang sức đá. Cũng trong thời kỳ quản lý của tu sĩ Bignon, thư viện của nhà vua trở thành một trung tâm tri thức quan trọng bậc nhất, nơi những triết gia, nhà văn nổi tiếng như Diderot, Voltaire, Rousseau... thường xuyên tìm đến.

### Từ Cách mạng Pháp đến thế kỷ 20
Cách mạng Pháp đã mở ra một trang mới trong lịch sử của thư viện. Không như nhiều tài sản hoàng gia khác, thư viện chính thức trở thành Thư viện Quốc gia và không bị tổn hại trong những năm đầy biến động này. Mặc dù quy chế lưu chiểu bị xóa bỏ trong vòng ba năm, số lượng sách của thư viện lại tăng lên đáng kể nhờ những bộ sưu tập được đưa tới từ thư viện của giới tăng lữ và những người đào vong. Ước tính, khoảng 250 nghìn cuốn sách, 14 nghìn bản viết tay và 25 nghìn bản in đã được đưa về Thư viện Quốc gia trong giai đoạn này. Thời kỳ Đốc chính, chế độ Tổng tài, rồi Đệ nhất đế chế lần lượt tiếp nối. Mặc cho những sóng gió của lịch sử, trữ lượng tài liệu của thư viện không ngừng tăng lên. Không chỉ từ Paris hay các tỉnh của Pháp, những cuốn sách của Bỉ, Hà Lan, Đức cũng được chuyển về Thư viện Quốc gia sau những cuộc chinh phạt của Napoléon.

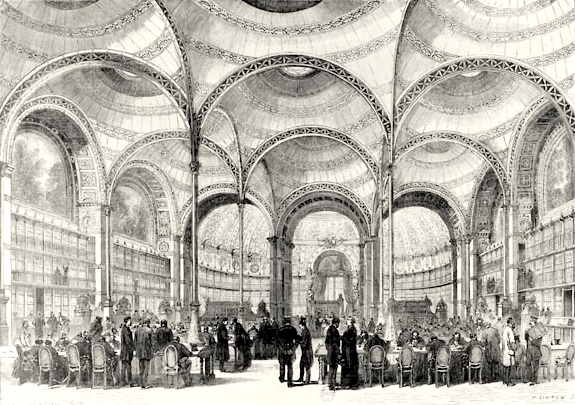
Lễ khánh thành Phòng đọc Labrouste tại Địa điểm Richelieu-Louvois, trong tháng 6 năm 1868. Minh họa của báo Le Monde

Thế kỷ 19, thư viện bắt đầu phải đối mặt với tình trạng thiếu không gian lưu trữ. Bên cạnh đó, những chậm trễ trong việc xây dựng thư mục cũng gây nên rất nhiều lời kêu ca. Năm 1858, một ủy ban do Prosper Mérimée chỉ đạo đã soạn thảo một bản báo cáo nhằm tổ chức lại thư viện. Hoàng đế Napoléon III chấp nhận một phần của bản dự thảo này và giao cho kiến trúc sư Henri Labrouste chỉ huy việc xây dựng. Vẫn trên khu đất bên con phố Richelieu, nhiều tòa nhà mới mọc lên, trong đó có hai phòng đọc được mở cửa cho công chúng. Từ năm 1874, nhờ sự thúc đẩy của vị tổng quản lý mới Léopold Delisle, danh mục sách in bắt đầu được thực hiện và sau hơn một thế kỷ, tới năm 1981 mới hoàn thành. Những năm cuối thế kỷ 19 cũng là khoảng thời gian thư viện bắt đầu theo đuổi chính sách thu thập bản thảo của các nhà văn danh tiếng, đặc biệt từ sau khi nhận được những di cảo của Victor Hugo vào năm 1881.
Trong suốt thế kỷ 20, Thư viện Quốc gia không ngừng mở rộng và hiện đại hóa. Tại Versailles, ba chi nhánh của thư viện được xây dựng, hoàn thành vào các năm 1934, 1954 và 1971. Cuối thập niên 1930, các phòng thư mục và ấn phẩm định kỳ lần lượt được thành lập. Năm 1946, bộ sưu tập những bản khuôn rập có một phòng lưu trữ riêng tại dinh thự Tubeuf trên phố Vivienne, và từ năm 1954, các bản đồ, bản vẽ cũng được chuyển về đây. Trên các con phố Louvois, Richelieu, nhiều tòa nhà được sửa chữa lại hoặc xây dựng mới, dành cho các không gian lưu trữ và hành chính.

### Thư viện Quốc gia hiện đại
Mặc cho những cố gắng không ngừng nghỉ, đến cuối thập niên 1980, những vấn đề cốt lõi của thư viện vẫn không thể giải quyết. Từ khi luật lưu chiểu được sửa đổi vào năm 1925, khối lượng sách của thư viện tăng đều đặn, đòi hỏi những không gian lưu trữ lớn hơn. Bên cạnh đó, số lượng độc giả tới thư viện cũng ngày càng đông—một phần do sự phát triển mạnh mẽ của giáo dục đại học—khiến những phòng đọc cũ trở nên chật trội. Tại Paris, trụ sở của thư viện bị giới hạn bởi bốn con phố Richelieu, Colbert, Vivienne và Petits-Champs nên việc mở rộng hầu như không thể. Những chi nhánh ở Versailles cùng các trung tâm bảo quản, phục hồi sách ở các tỉnh vẫn không thể đáp ứng đủ nhu cầu không gian lưu trữ. Sau những cuộc tranh luận kéo dài trong suốt thập niên 1980, ngày 14 tháng 7 năm 1988, Tổng thống François Mitterrand thông báo quyết định xây dựng một thư viện mới.

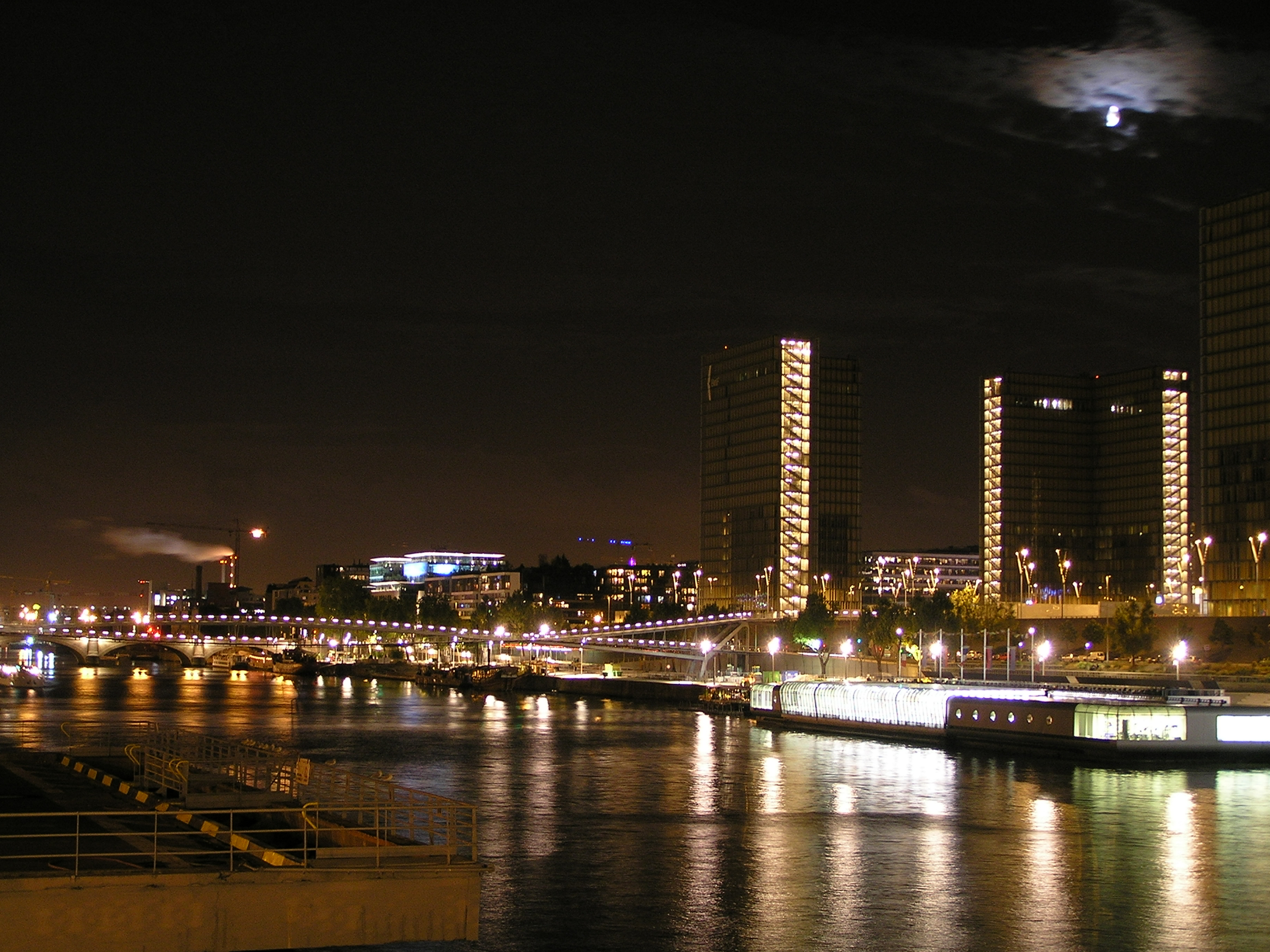
Địa điểm Mitterrand

Mùa thu năm 1988, Patrice Cahart, chủ tịch Hội đồng hành chính Thư viện quốc gia, và Michel Melot, giám đốc Thư viện thông tin công cộng, được giao trách nhiệm soạn thảo đề án. Sau nhiều đắn đo, thư viện mới cũng tìm được vị trí bên bờ sông Seine, trong khu phố cũ thuộc Quận 13, ngày nay mang tên Paris Rive Gauche. Năm 1989, Cơ quan Thư viện Pháp chính thức được thành lập. Trên cương vị giám đốc, nhà văn Dominique Jamet đứng ra tổ chức một cuộc thi kiến trúc quốc tế và Ieoh Ming Pei, kiến trúc sư nổi tiếng từng thực hiện dự án Grand Louvre trước đó, giữ vai trò chủ tịch ban giám khảo. Trong bốn đề án cuối cùng còn lại của cuộc thi, nổi bật lên bản thiết kế táo bạo của kiến trúc sư trẻ người Pháp Dominique Perrault. Ngày 21 tháng 8 năm 1989, đích thân Tổng thống François Mitterrand đưa ra quyết định lựa chọn phương án này.
Năm 1991, công trình được tập đoàn Bouygues khởi công xây dựng với chi phí lên tới gần 8 tỷ franc, tốn kém nhất trong số những dự án của "vị tổng công trình sư" François Mitterrand. Đầu năm 1994, khi tiến độ thi công đang được đẩy mạnh, Bộ Văn hóa ra quyết định hợp nhất Thư viện Quốc gia và Cơ quan Thư viện Pháp, chính thức khai sinh Thư viện Quốc gia Pháp. Chỉ vài tuần trước khi rời điện Élysée, ngày 30 tháng 3 năm 1995, François Mitterrand khách thành công trình, khi đó vẫn hầu như trống rỗng. Phải đến cuối năm 1996, ngày 20 tháng 12, thư viện mới mang tên François-Mitterrand mới được mở cửa.

## Tổ chức

### Nhiệm vụ
Thư viện Quốc gia Pháp ngày nay là một cơ quan hành chính dưới sự bảo hộ của Bộ Văn hóa. Trong vai trò thư viện quốc gia, bên cạnh các chức năng tập hợp, bảo quản tài liệu và phục vụ độc giả, thư viện còn có trách nhiệm tiếp nhận lưu chiểu xuất bản phẩm và biên soạn, ấn hành thư mục quốc gia. Theo sắc lệnh thành lập ngày 3 tháng 1 năm 1994, được sửa đổi ngày 9 tháng 11 năm 2006, Thư viện Quốc gia Pháp có bốn nhiệm vụ:
| “ | 1. Sưu tầm, biên mục, lưu trữ và làm phong phú toàn bộ phạm vi của tri thức, của di sản quốc gia mà thư viện trong coi, đặc biệt những di sản Pháp ngữ hoặc liên quan tới nền văn minh Pháp. 2. Bảo đảm khả năng tiếp cận tốt nhất với kho tài liệu, trừ những bí mật được luật bảo vệ, trong điều kiện phù hợp với luật sở hữu trí tuệ và tương hợp với chức năng bảo quản. 3. Xây dựng, bố trí và trang bị cho các công trình mà Nhà nước giao phó, đặc biệt các công trình do Cơ quan Thư viện Pháp làm chủ đầu tư, cũng như sắp đặt mở cửa đón tiếp cho công chúng. 4. Giữ gìn, quản lý và khai thác các công trình mà thư viện được trang bị. | ” |

Là cơ quan nhận lưu chiểu, Thư viện Quốc gia Pháp tiếp nhận tất cả xuất bản phẩm được sản xuất, xuất bản hay phát hành tại Pháp, từ sách báo, tạp chí, bản đồ, tài liệu hình ảnh, âm thanh... tới các tập tin, huy hiệu... Quy chế lưu chiểu này cũng cho phép xây dựng thư mục quốc gia, thống kê và công bố danh mục tất cả các xuất bản phẩm tại Pháp. Để phát triển bộ sưu tập sách, hàng năm Thư viện Quốc gia Pháp dành một phần quan trọng của ngân sách cho việc mua lại tài liệu, song song với những hoạt động trao đổi cùng các thư viện khác. Chức năng bảo tồn sách của thư viện gồm hai nhiệm vụ chính. Với những tài liệu cũ, các trung tâm chuyên biệt sẽ chịu trách nhiệm phục chế, tùy thuộc từng loại hình của tài liệu. Bên cạnh đó, thư viện cũng phải đảm bảo những điều kiện lưu trữ tốt nhất cho bộ sưu tập. Trong vai trò một thư viện nghiên cứu lớn, Thư viện Quốc gia Pháp còn có nhiệm vụ thiếp lập hệ thống thư mục riêng, phục vụ nhu cầu tra cứu của độc giả.

### Hành chính và nhân sự
Thư viện Quốc gia Pháp được quản lý bởi một hội đồng hành chính gồm chủ tịch thư viện cùng nhiều nhóm thành viên giữ các vai trò khác nhau. Bên cạnh các thành viên thuộc thư viện, đại diện cho các bộ phận, hội đồng hành chính còn có sự góp mặt của cả những thành viên đại diện cho các cơ quan khác. Trên cương vị bảo trợ, Bộ Văn hóa là chính cơ quan có nhiều đại diện nhất, các bộ Kinh tế Tài chính, Giáo dục Đại học, Ngoại giao và Bộ Khoa học cũng đều có một thành viên tham gia. Không chỉ vậy, hội đồng hành chính của thư viện còn có sự góp mặt của các thành viên Viện hàn lâm, giám đốc các nhà xuất bản lớn, và một vài cơ quan văn hóa khác. Chủ tịch hội đồng hành chính, cũng là chủ tịch thư viện, được chỉ định bởi một sắc lệnh có nhiệm kỳ 3 năm và tối đa hai nhiệm kỳ. Từ 2 tháng 4 năm 2007, giữ cương vị chủ tịch thư viện là nhà văn Bruno Racine, người trước đó cũng từng giữ chức vụ giám đốc Trung tâm văn hóa Georges-Pompidou. Cùng với hội đồng hành chính, Thư viện Quốc gia Pháp còn có một hội đồng khoa học trong vai trò tư vấn.
Tổ chức của thư viện được chia thành nhiều phòng ban nhỏ, chia sẻ các chức năng hành chính, bảo quản, hợp tác, nghiên cứu... Năm 2007, tổng số nhân viên của Thư viện Quốc gia Pháp lên tới 2.662 người, trong đó khoảng hai phần ba là viên chức. Số còn lại bao gồm các nhân viên ký hợp đồng và những người được hưởng lương theo giờ, phần đông là những sinh viên làm thêm. Đóng vai trò nòng cốt trong hoạt động của thư viện là những nhân viên phục vụ công chúng độc giả và bộ phận quản lý tài liệu, chiếm 64% tổng số nhân viên. Đứng thứ hai, chiếm 12% là các nhân viên quản lý hành chính, chịu trách nhiệm về ngân sách, tài chính, nhân sự... Phần còn lại thuộc về bộ phận kỹ thuật, tin học và bộ phận phụ trách các hoạt động văn hóa.

### Ngân sách
Với vai trò một cơ quan văn hóa quan trọng, Thư viện Quốc gia Pháp được hưởng một ngân sách rất lớn từ nhà nước và doanh thu từ các hoạt động của thư viện chỉ chiếm một tỷ lệ nhỏ. Ngân sách năm 2008 của thư viện lên đến 280,6 triệu euro, trong đó khoảng 90% do chính phủ cấp thông qua Bộ Văn hóa. Nếu so sánh với một vài thư viện quan trọng khác trên thế giới, ngân sách Thư viện Quốc gia Pháp thấp hơn Thư viện Quốc hội Hoa Kỳ (600 triệu đô la) nhưng gấp hơn hai lần ngân sách Thư viện Anh (100 triệu bảng) và sáu lần ngân sách Thư viện Quốc gia Đức (43 triệu euro).
Phần lớn ngân sách của thư viện được dành cho các chi phí duy trì hoạt động. Năm 2008, Thư viện Quốc gia Pháp sử dụng gần 125 triệu euro để trả lương cho nhân viên và chi phí dành cho cơ sở vật chất cũng lên gần 105 triệu euro. Chỉ riêng tại địa điểm Francois-Mitterrand, các dịch vụ phục vụ độc giả cũng đã tiêu tốn hết 35 triệu euro trong năm 2007. Bên cạnh đó, thư viện cũng duy trì những khoảng chi không nhỏ cho mục đích đầu tư. Trong khoảng thời gian gần đây, mỗi năm thư viện dành từ 15 đến 20 triệu euro để làm giàu bộ sưu tập sách.
Các hoạt động trong năm 2008 cũng giúp Thư viện Quốc gia Pháp thu về 12,75 triệu euro. Trong số này, phí thư viện và doanh thu từ các dịch vụ phục vụ độc giả chỉ chiếm một phần nhỏ, khoảng 2,5 triệu euro. Những khoản thu đáng kể nhất thư viện có được nhờ một số sản phẩm và tiền tài trợ của các tổ chức, cá nhân bảo trợ. Các triển lãm, bản quyền tác giả, hoạt động của nhà hàng và quán và phê phục vụ công chúng, cho thuê địa điểm... cũng góp một phần nhỏ vào doanh thu của thư viện.

## Các địa điểm

### Địa điểm Richelieu-Louvois

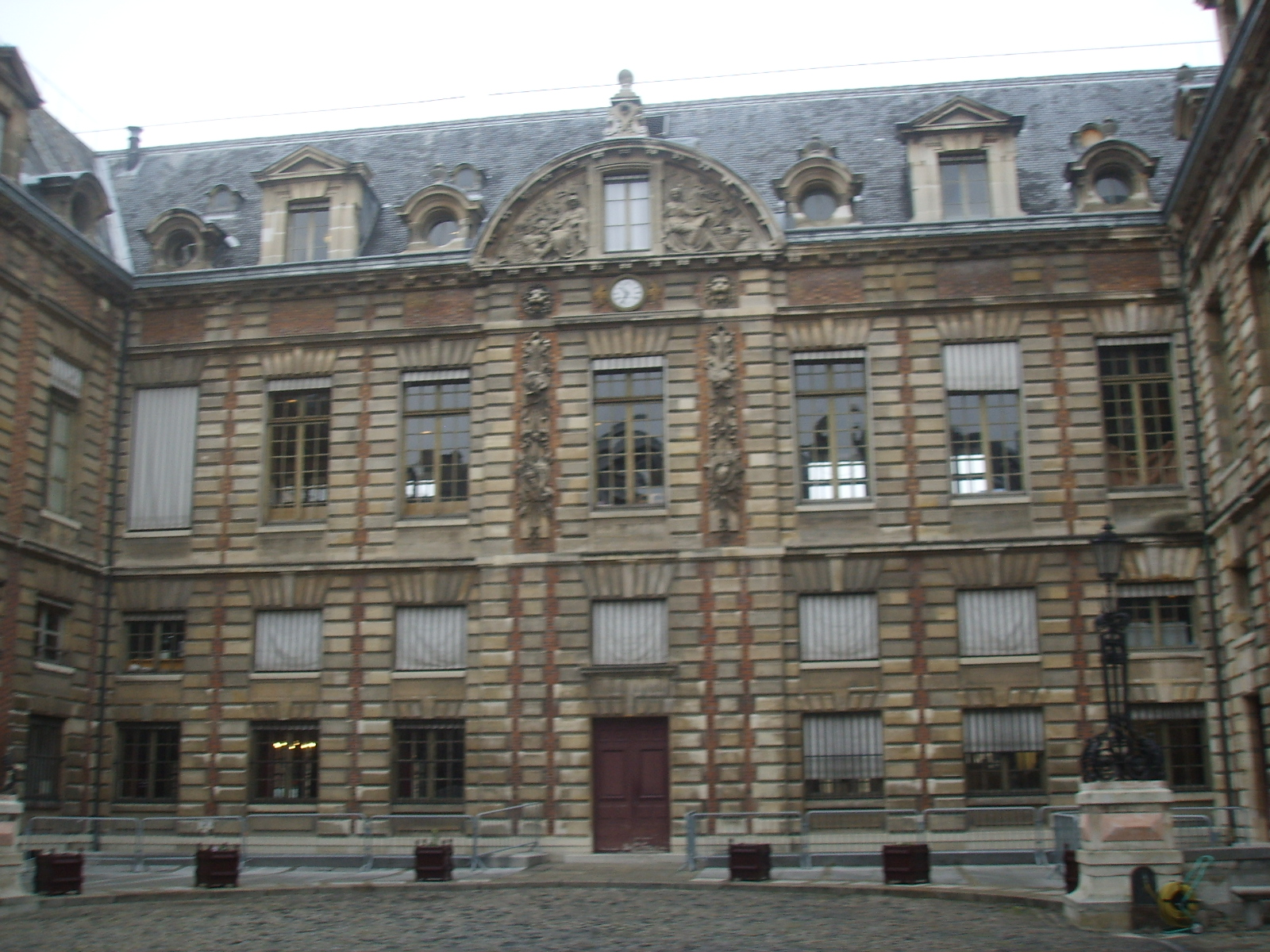
Địa điểm Richelieu, khách sạn Tubeuf, được xây dựng năm 1635.

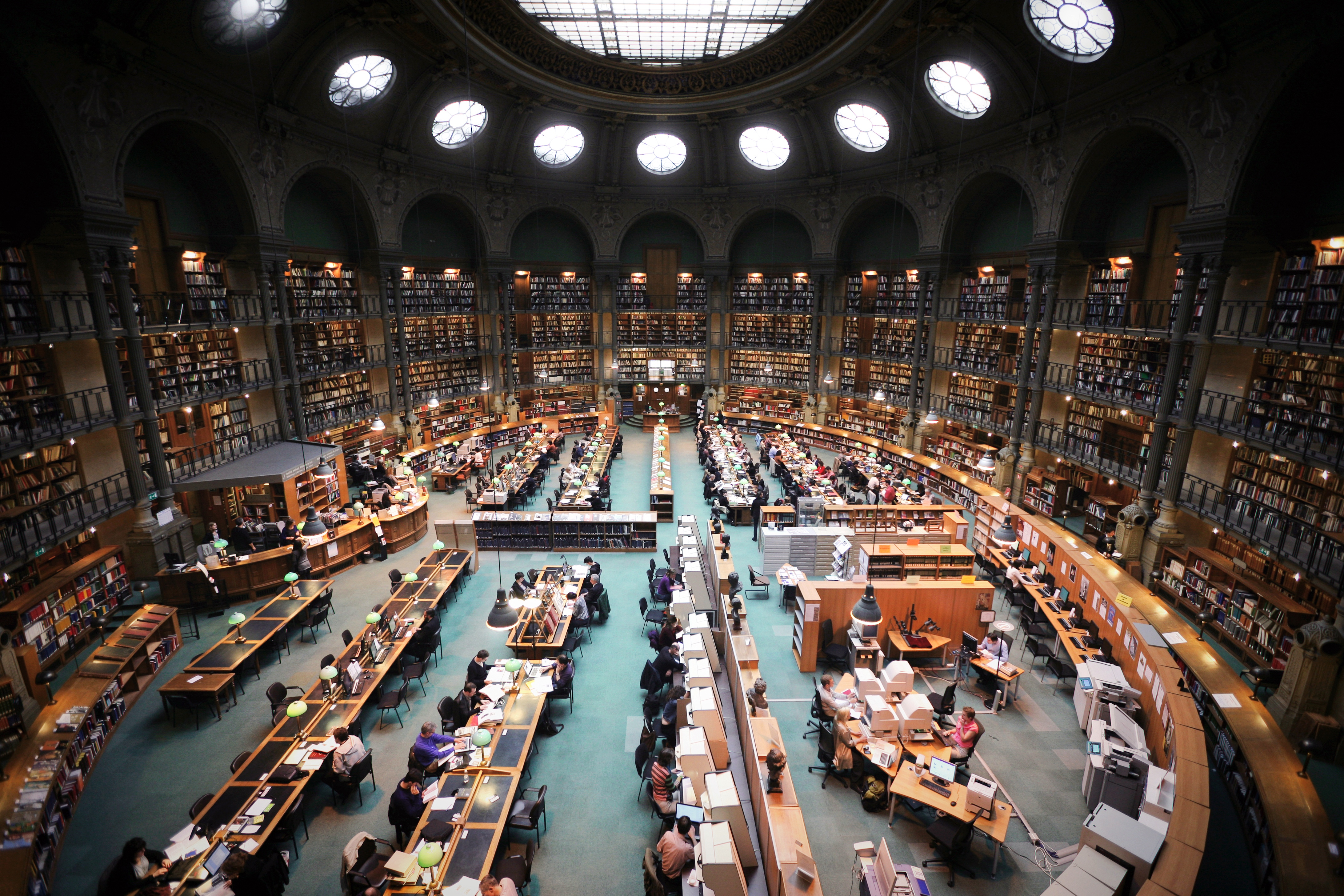
Phòng đọc Ovale của thư viện Richelieu

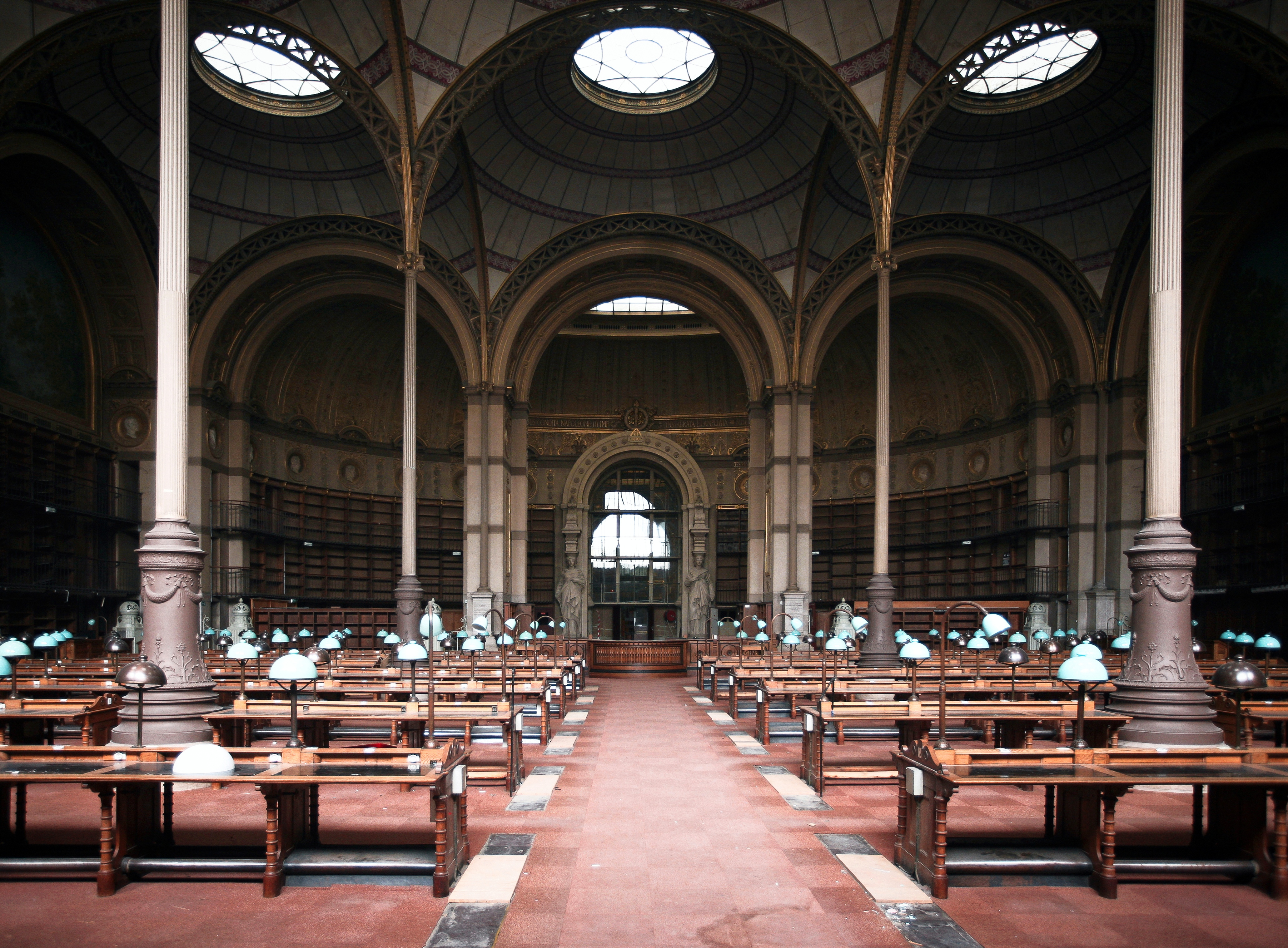
Phòng Labrouste ngày nay

Richelieu-Louvois được xem như địa điểm lịch sử của Thư viện Quốc gia Pháp, nằm ở Quận 2, trung tâm Paris. Bao bọc bởi bốn con phố Louvois, Richelieu, Petits-Champs và Vivienne, địa điểm Richelieu mang vẻ ngoài "trung bình" nhưng lại sở hữu những căn phòng được trang trí cầu kỳ và lộng lẫy. Ngược dòng lịch sử, khi Jean-Baptiste Colbert cho chuyển thư viện hoàng gia về phố Vivienne vào năm 1666, bên phố Richelieu là vị trí của cung điện Mazarin, dinh thự của vị Hồng y Mazarin nổi tiếng. Đầu thế kỷ 18, những tòa nhà của cung điện dần được thư viện hoàng gia mua lại, và từ đó, các kiến trúc sư Robert de Cotte, Louis Visconti tiếp nối cải tạo công trình. Nhưng phải đến thời Đệ nhị đế chế, nhờ kiến trúc sư Henri Labrouste, và sau đó tiếp nối bởi Jean-Louis Pascal, thư viện hoàng gia mới bước vào cuộc "canh tân" lớn. Trải qua thế kỷ 20 với không nhiều thay đổi, từ cuối thập niên 2000, địa điểm Richelieu bắt đầu được trùng tu và dự kiến sẽ hoàn thành vào năm 2015.
Từ khi khánh thành thư viện François-Mitterrand, dù phần lớn kho sách của Thư viện Quốc gia Pháp được chuyển về địa điểm mới, Richelieu-Louvois vẫn là nơi lưu trữ nhiều bộ sưu tập đặc biệt. Với tổng diện tích 58.500 mét vuông, bên cạnh các không gian lưu trữ và hành chính, địa điểm Richelieu còn sở hữu 9 phòng đọc cùng ba không gian triển lãm. Phòng đọc chính ở đây mang tên Labrouste, tác phẩm của Henri Labrouste, là một ví dụ tuyệt vời cho kiến trúc kết cấu thép thế kỷ 19. Từng một thời gian dài được xem như biểu tượng của thư viện, phòng Labrouste ngày nay đã trở thành một di tích lịch sử nhưng vẫn tiếp tục mở cửa đón tiếp độc giả. Phòng đọc lớn thứ hai mang tên Phòng Ovale, dấu ấn của kiến trúc sư Jean-Louis Pascal. Tuy nhỏ hơn phòng Labrouste, phòng Ovale cũng có khoảng 200 chỗ ngồi dành độc giả.
Richelieu-Louvois hiện nay là địa điểm của các phòng lưu trữ: Nghệ thuật trình diễn, Bản đồ, Tranh in và nhiếp ảnh, Âm nhạc, Bản thảo, Huy hiệu và tiền cổ, cuối cùng là phòng Nghiên cứu thư mục. Rất nhiều tài liệu quý hiếm của Thư viện Quốc gia Pháp được gìn giữ ở đây, trong số đó có thể kể đến những bản thảo của Colbert, Balzac, Hugo, Flaubert, Proust... hay các tác phẩm nhiếp ảnh của Nadar, Robert Doisneau... Phòng lưu trữ Huy hiệu và tiền cổ, thường được gọi Cabinet des Médailles, còn mang chức năng một bảo tàng, mở cửa miễn phí cho công chúng tới thăm vào tất cả các buổi chiều trong tuần.

### Địa điểm François-Mitterrand

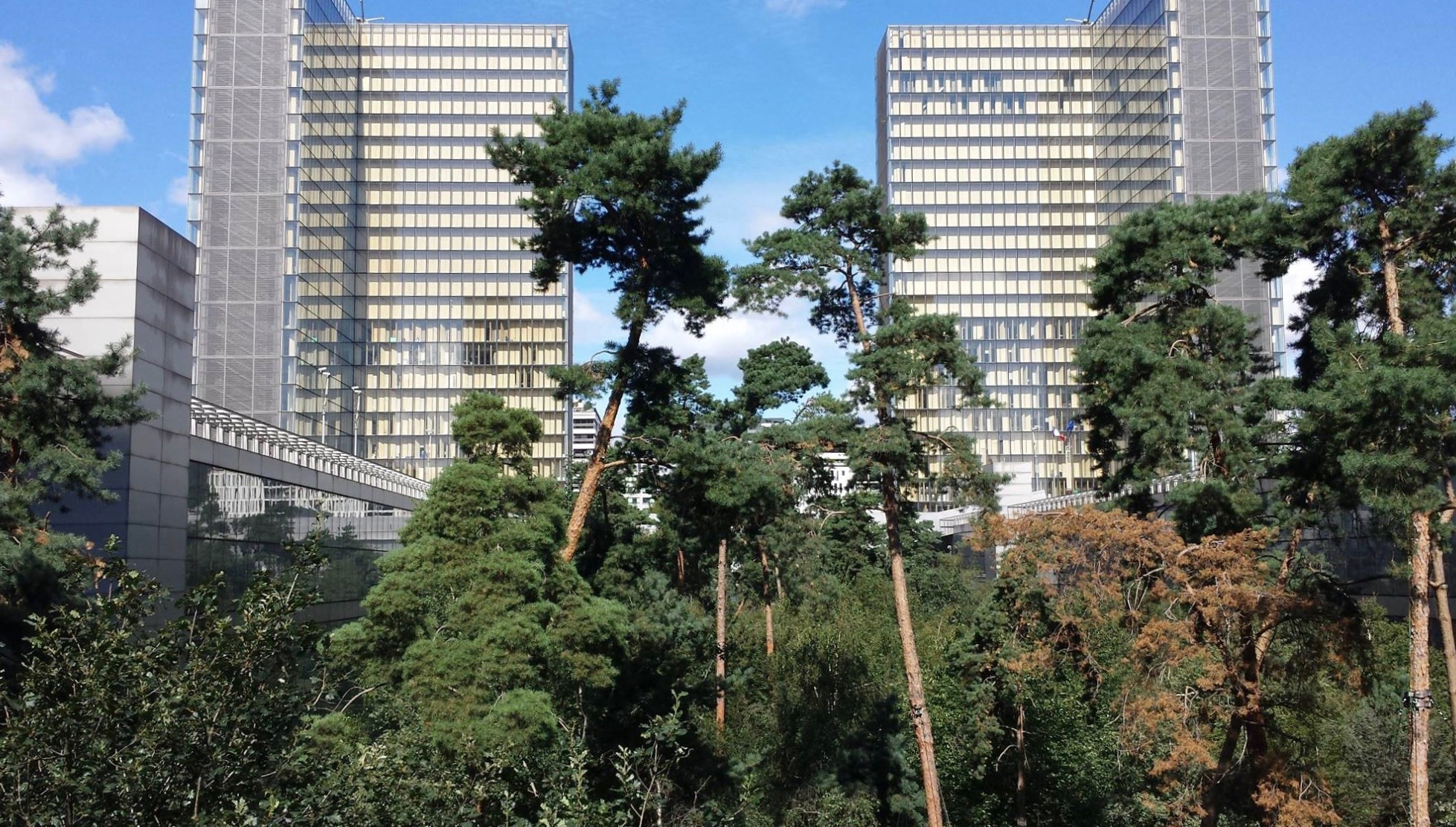
2 tòa tháp của Địa điểm François-Mitterrand và khu rừng nhỏ trong khuôn viên

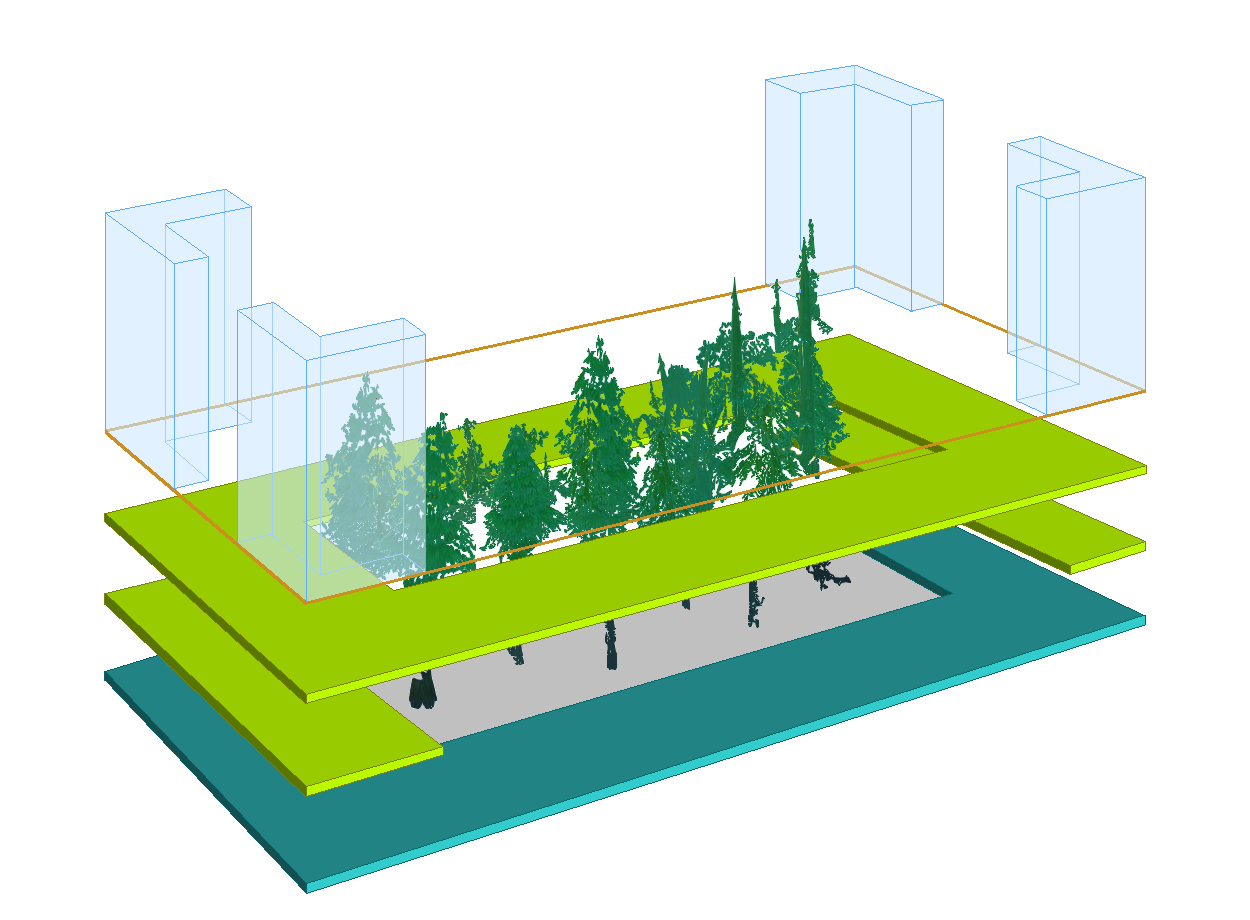
Địa điểm François-Mitterrand:
Haut-de-jardin. Rez-de-jardin

Địa điểm François-Mitterrand, còn được gọi Địa điểm Tolbiac, có vị trí bên bờ sông Seine, thuộc khu phố hiện đại Paris Rive Gauche. Công trình mang dáng vẻ bề ngoài đồ sộ và sắc nét, điểm gặp gỡ giữa ý tưởng kiến trúc của Dominique Perrault và quan niệm của Tổng thống François Mitterrand về một thư viện biểu tượng. Tác phẩm của Perrault nổi bật với bốn tòa tháp lớn cao 79 mét, tượng trưng cho những cuốn sách đang mở, toàn bộ mặt ngoài sử dụng vật liệu thủy tinh trong suốt. Tên của bốn tòa tháp cũng tương trưng cho những lĩnh vực tài liệu lưu trữ: Tháp Thời Gian dành cho triết học, lịch sử và khoa học xã hội, Tháp Pháp Luật dành cho luật, kinh tế và chính trị, Tháp Số dành cho khoa học và công nghệ, Tháp Văn Chương dành cho văn học và nghệ thuật. Ở chính giữa các tòa tháp, một khu vườn lớn được bố trí chìm sâu xuống, rộng khoảng 11 nghìn mét vuông, đem lại cho thư viện vẻ yên tĩnh, đối lập với sự ồn ã của thành phố bên ngoài.
Các phòng đọc của thư viện François-Mitterrand nằm ở hai tầng phía dưới, có hành lang chạy dọc theo khu vườn. Hầu hết tường, trần của các phòng đọc và hành lang đều được đặt những tấm lưới đan bằng sợi thép không rỉ giúp cách âm. Tầng trên, Haut-de-jardin dành cho Thư viện học tập, mở cửa cho tất cả công chúng trên 16 tuổi được tự do vào lựa chọn. Các tài liệu gồm sách, ấn phẩm định kỳ và tài liệu thính thị thuộc lĩnh vực kiến thức chung được lưu trữ trong nhiều căn phòng dọc khu vườn. Hai khoảng không gian hai phía đầu, dưới chân các tòa tháp, là nơi đón tiếp độc giả. Ngoài ra, Haut-de-jardin có những không gian dành cho triển lãm và phòng thư mục. Khác với Thư viện học tập, tại Thư viện nghiên cứu dưới tầng Rez-de-jardin, độc giả không được phép lựa chọn sách tại giá. Thay vào đó, thư viện cho lắp đặt một hệ thống đường ray nội bộ dài 8 km dẫn tới 150 điểm lấy sách để phục vụ độc giả. Rez-de-jardin cũng chính là điểm lưu trữ của bộ sưu tập các tài liệu quý hiếm của Thư viện Quốc gia Pháp. Tổng cộng hai tầng Haut-de-jardin và Rez-de-jardin bao gồm 23 phòng đọc, diện tích 40 nghìn mét vuông, có thể đón tiếp 3.314 độc giả.
Địa điểm François-Mitterrand hiện nay là nơi lưu trữ lớn nhất của Thư viện Quốc gia Pháp. Với tổng diện tích sử dụng 159.855 mét vuông, thư viện dành 55.220 mét vuông dành cho mục đích phục vụ công chúng, 57.560 mét vuông cho lưu trữ và 16.240 mét vuông dành cho văn phòng. Ngoài hai tầng Haut-de-jardin và Rez-de-jardin, các tòa tháp đều dành 11 tầng cho chức năng lưu trữ tài liệu. Bên cạnh đó, địa điểm François-Mitterrand còn bao gồm 2 không gian triển lãm, 2 phòng hội thảo cùng các không gian nhà hàng, quán cà phê, hiệu sách... phục vụ công chúng độc giả của thư viện.

### Thư viện Arsenal

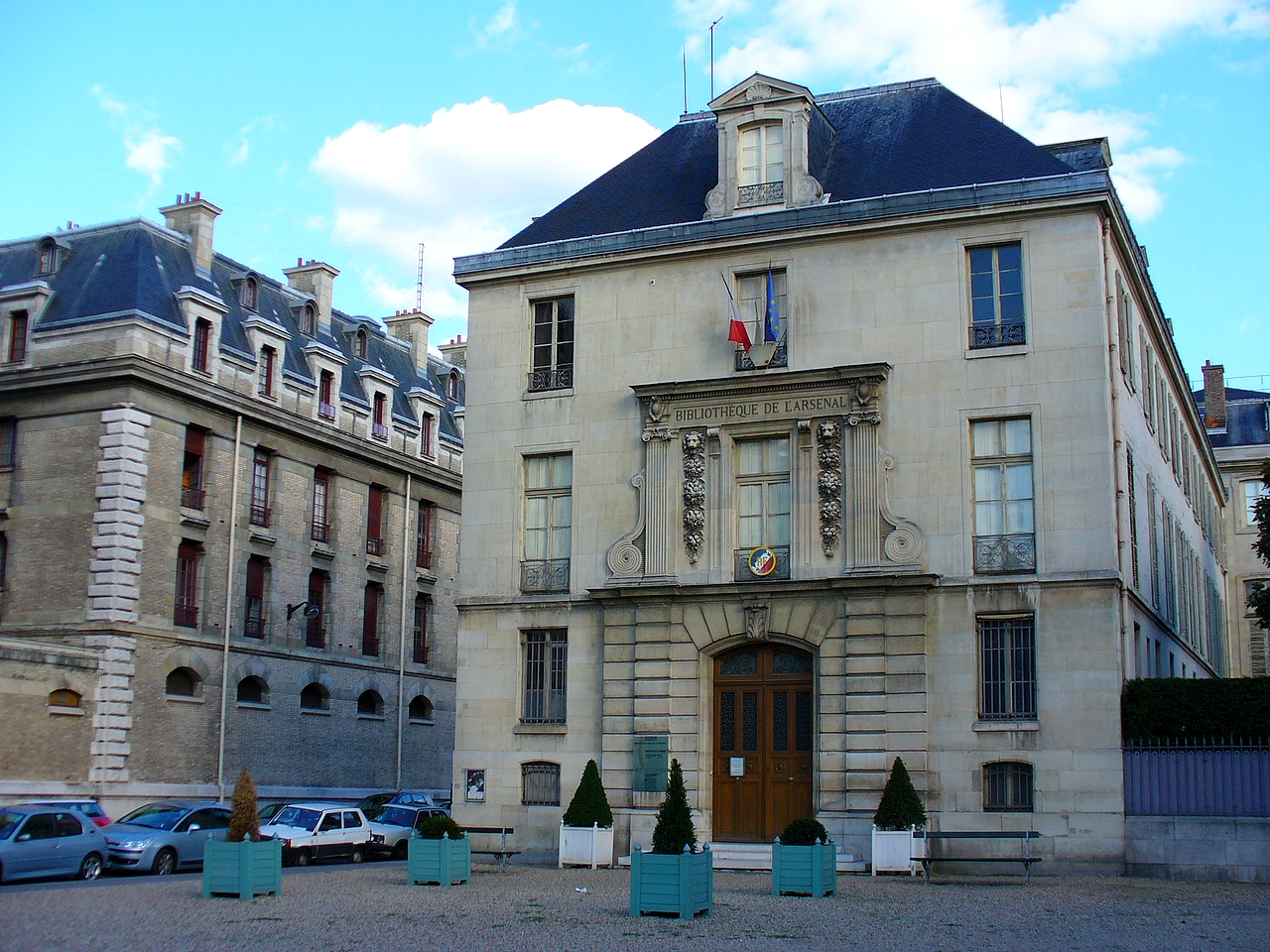
Thư viện Arsenal

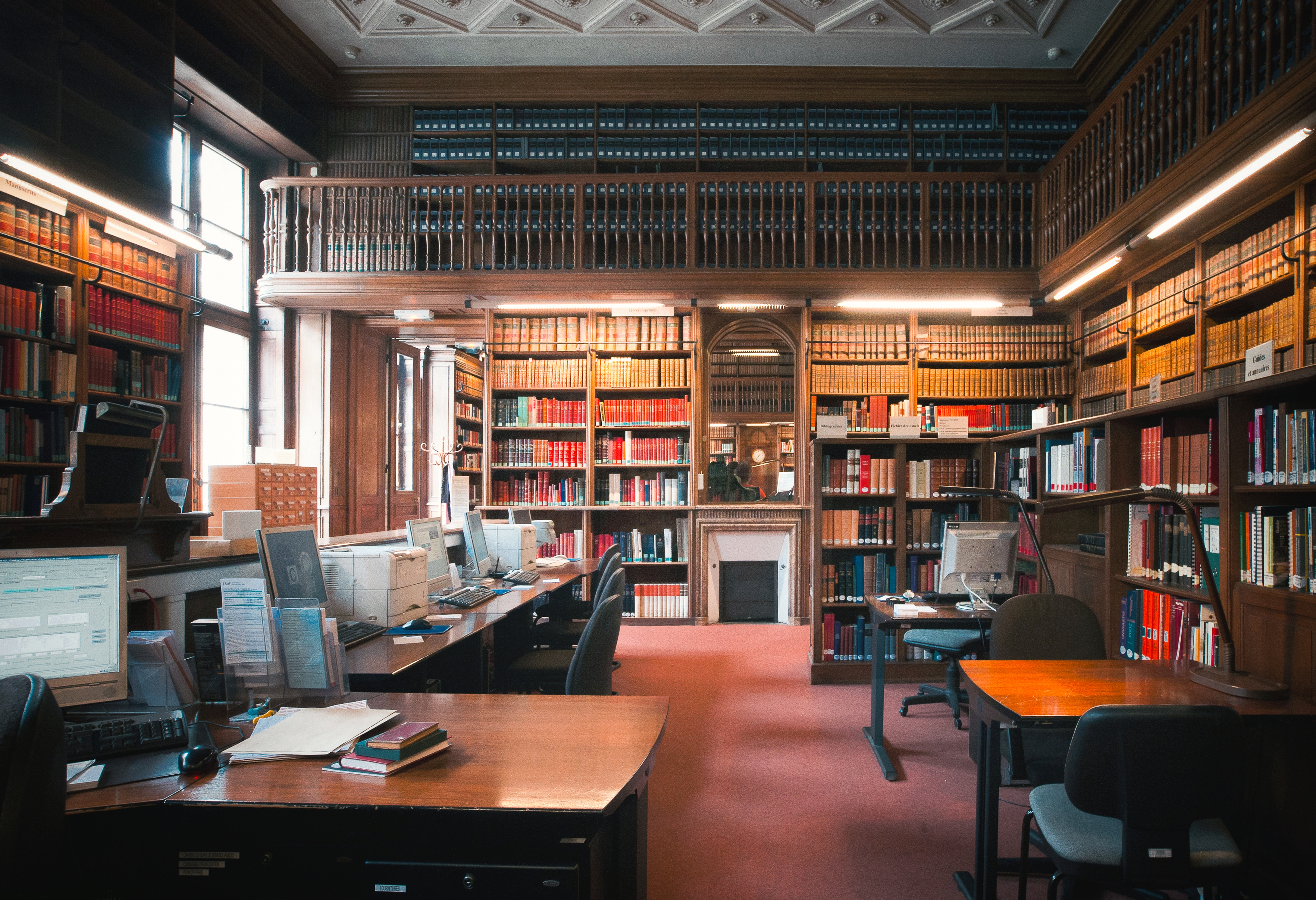
Thư viện Arsenal Paris, phòng nghiên cứu thư tịch.

Thư viện Arsenal nằm ở số 1 phố Sully, thuộc Quận 4, Paris. Địa điểm của thư viện trước đây là xưởng tàu—arsenal trong tiếng Pháp—do vua Louis II xây dựng vào năm 1512, sau đó được Công tước Sully sửa chữa lại rồi chuyển đến sống từ khoảng đầu thế kỷ 17. Những cuốn sách đầu tiên của thư viện có được nhờ bộ sưu tập của Hầu tước Paulmy, một học giả, nhà ngoại giao danh tiếng, bộ trưởng của vua Louis XV. Say mê sách vở, Hầu tước Paulmy đã tập hợp được khoảng 60 nghìn tác phẩm, chia thành năm lĩnh vực văn chương, lịch sử, thần học, khoa học và nghệ thuật, và cuối cùng là pháp luật. Không muốn bộ sưu tập sách bị phân tán sau khi mình qua đời, năm 1785, Hầu tước Paulmy bán lại thư viện cho Bá tước Artois, em trai vua Louis XVI. Thời kỳ Cách mạng Pháp, bộ sưu tập sách bị xem như tài sản của những người đào vong, trở thành thư viện và mở cửa cho công chúng vào năm 1797. Trong suốt thế kỷ 19, dưới sự quản lý của những thủ thư như Charles Nodier và José-Maria de Heredia, bộ sưu tập sách của thư viện dần thiên về văn học và sân khấu. Tới năm 1934, thư viện Arsenal được sáp nhập về Thư viện Quốc gia Pháp, trở thành một chi nhánh chuyên về lĩnh vực văn học.
Thư viện Arsenal hiện nay có tổng diện tích sàn khoảng 10 nghìn mét vuông, trong đó 7.484 mét vuông sử dụng. Đón tiếp một số lượng độc giả không lớn, thư viện chỉ có 119 mét vuông cho phòng đọc với 48 chỗ ngồi. Công chúng độc giả của thư viện Arsenal phần đông là sinh viên hoặc giới nghiên cứu, cùng với khoảng 10% là giới hưu trí. Tổng cộng, mỗi năm thư viện đón tiếp khoảng từ 18 đến 19 nghìn độc giả. Bộ sưu tập tài liệu của thư viện vẫn chủ yếu về hai lĩnh vực lịch sử và văn học, trong đó có một số lượng lớn sách in, được phần chia thành trước và sau năm 1880, khoảng 12 nghìn bản viết tay từ thời Trung Cổ cho tới ngày nay, khoảng 100 nghìn bản in gồm cả chân dung, tranh biếm họa, bản đồ, cuối cùng, một lượng lớn những bản chép nhạc và các tạp chí.

### Thư viện-bảo tàng Opéra

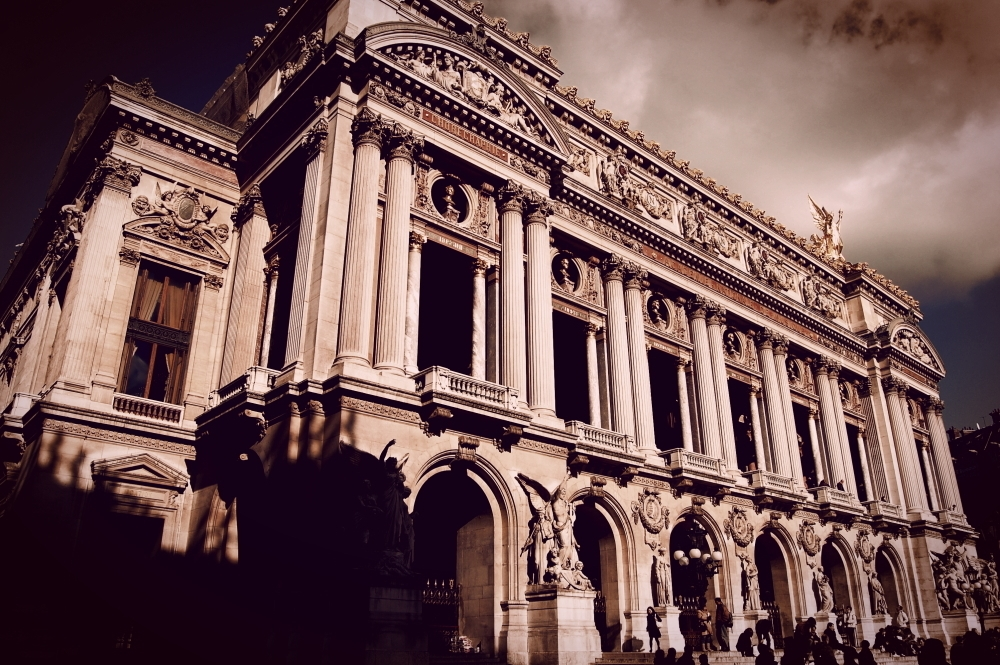
Opéra Garnier, địa điểm của Thư viện-bảo tàng Opéra

Bộ sưu tập của Thư viện-bảo tàng Opéra khởi nguồn từ Viện hàn lâm Hoàng gia Âm nhạc, tiền thân của Nhà hát Quốc gia Paris ngày nay. Kể từ khi thành lập vào 28 tháng 6 năm 1669 cho tới giữa thế kỷ 19, Viện hàn lâm Hoàng gia Âm nhạc không có một bộ phận lưu trữ chính thức nào. Khi nhà hát Opéra Garnier được quyết định xây dựng năm 1862, phòng lưu trữ và thư viện mới được tính đến trong bản thiết kế của kiến trúc sư Charles Garnier. Năm 1866, thư viện cùng phòng lưu trữ được thành lập, nhưng sau đó nhanh chóng sáp nhập làm một và từ năm 1881, trở thành một bảo tàng mở cửa cho công chúng. Thời gian đầu, bảo tàng thuộc Phòng Mỹ thuật Nhà nước. Đến năm 1935, bảo tàng được sáp nhập về Thư viện Quốc gia Pháp, và khi Phòng lưu trữ Âm nhạc của thư viện thành lập năm 1942, bảo tàng Opéra thuộc về bộ phận mới này.
Thư viện-bảo tàng Opéra, hiện nay vẫn nằm trong nhà hát Opéra Garnier ở Quận 9, là nơi lưu trữ các tài liệu và hiện vật về nghệ thuật sân khấu và nghệ thuật múa. Bộ sưu tập của thư viện bảo tồn tất cả những di sản của Nhà hát Quốc gia Paris và Opéra Comique—một nhà hát khác ở Quận 2—bao gồm những bản nhạc, kịch bản, phục trang, trang trí sân khấu cùng các áp phích, tờ chương trình... của những buổi trình diễn trong suốt lịch sử. Bên cạnh đó, thư viện cũng lưu giữ cả những tài liệu kiến trúc về hai nhà hát danh tiếng này. Cũng giữ vai trò một bảo tàng, thư viện Opéra trưng bày không ít những hiện vật giá trị về sân khấu, như các mẫu trang trí, tranh, các đồ trang sức diễn viên... Đặc biệt, thư viện sở hữu rất nhiều kỷ vật về đoàn ba lê nổi tiếng Ballets Russes.
Phòng đọc thư viện Opéra nằm ở phía Tây nhà hát, vốn được xây dựng để làm phòng khách cho Hoàng đế Napoléon III. Năm 1991, căn phòng được sửa lại và mở cửa cho công chúng độc giả từ ngày 1 tháng 1 năm 1992. Hiện nay nơi đây chỉ có thể đón tiếp 18 độc giả, với khoảng 500 tựa sách thông dụng cùng một số tài liệu khác.

### Những địa điểm ngoài Paris

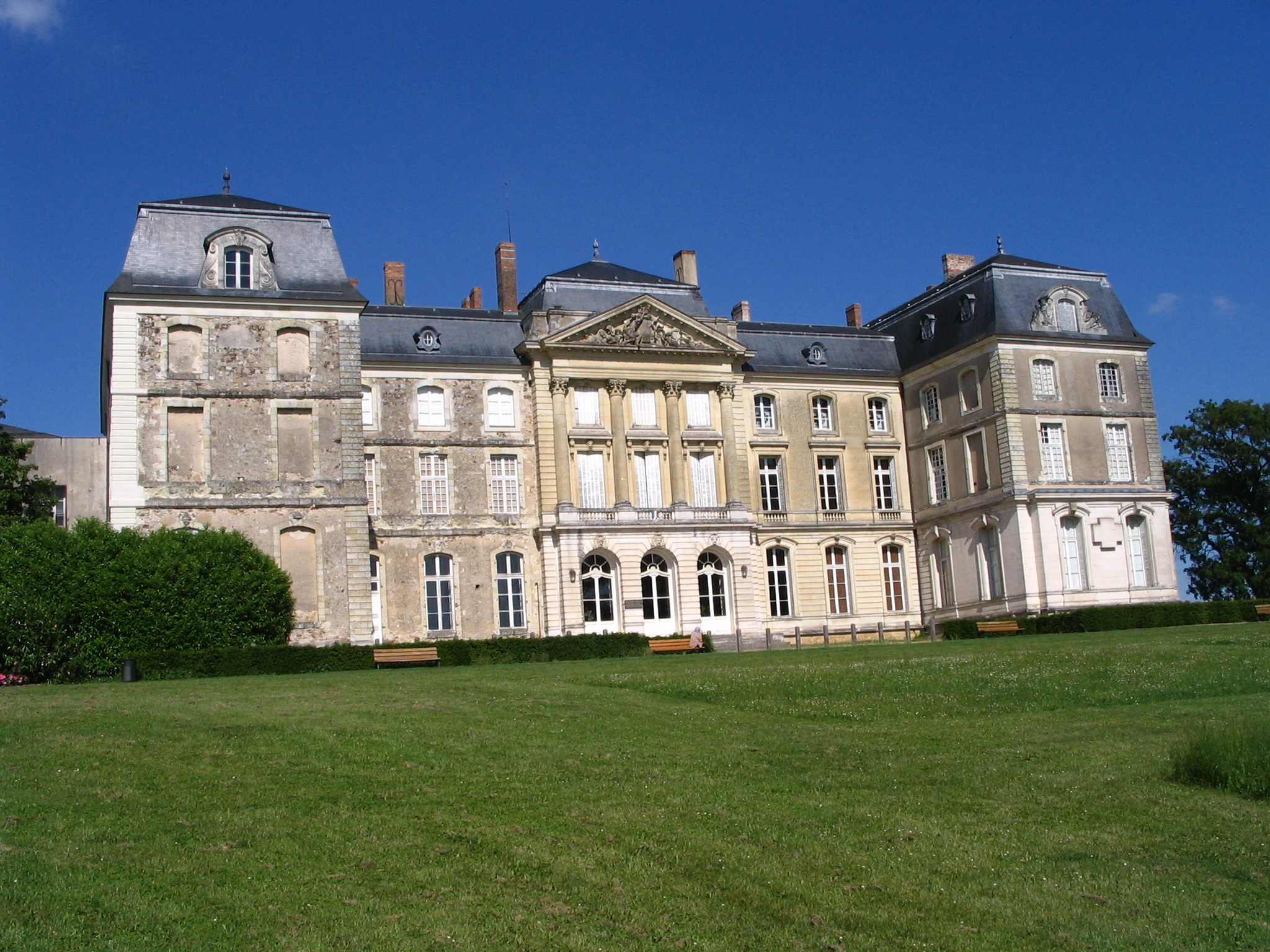
Kể từ năm 1979, lâu đài Sablé-sur-Sarthe trở thành Trung tâm kỹ thuật bảo tồn de Joël-le-Theule của Thư viện Quốc gia Pháp

Ngoài Paris, Thư viện Quốc gia Pháp còn có một chi nhánh tại Avignon cùng hai trung tâm kỹ thuật ở Bussy-Saint-Georges và Sablé-sur-Sarthe. Chi nhánh Maison Jean Vilar ở Avignon mang tên nghệ sĩ sân khấu nổi tiếng Jean Vilar, người sáng lập Liên hoan Avignon và là giám đốc Nhà hát quốc gia đại chúng từ 1951 tới 1963. Vào năm 1977, khi thành phố Avignon mua lại dinh thự Crochans, chính quyền thành phố cùng Tổ chức Jean Vilar và Thư viện Quốc gia Pháp đã thống nhất quyết định thành lập Maison Jean Vilar, một trung tâm tư liệu về Jean Vilar và Liên hoan Avignon. Maison Jean Vilar được khánh thành tháng 7 năm 1979, trở thành một chi nhánh địa phương của Phòng lưu trữ Nghệ thuật trình diễn, thuộc Thư viện Quốc gia Pháp. Bên cạnh những không gian cho gặp gỡ và triển lãm, Maison Jean Vilar còn bao gồm một thư viện và một trung tâm lưu trữ hình ảnh mở cửa rộng rãi cho công chúng. Bộ sưu tập của Maison Jean Vilar tập hợp một số lượng lớn tài liệu về Jean Vilar và Liên hoan Avignon, ngoài ra còn có khoảng 30 nghìn cuốn sách và tạp chí về các môn nghệ thuật trình diễn.
Nằm cách Paris 30 km, trung tâm của Thư viện Quốc gia Pháp tại Bussy-Saint-Georges được xây dựng năm 1995, giữ nhiệm vụ bảo quản và xử lý các tài liệu in cùng những dự liệu âm thanh và hình ảnh. Tòa nhà của trung tâm cũng do kiến trúc sư Dominique Perrault thiết kế, bao gồm nhiều xưởng phục chế và các kho lưu trữ. Bên cạnh chức năng chính, trung tâm Bussy-Saint-Georges cũng tham gia chương trình số hóa tài liệu và in sao các vi phẩm. Trung tâm kỹ thuật thứ hai của thư viện mang tên Joël-Le-Theule, nằm tại Sablé-sur-Sarthe, trong một lâu đài xây dựng từ thế kỷ 18. Ở đây, Thư viện Quốc gia Pháp tập trung tất cả các kỹ thuật phục chế tài liệu với đội ngũ nhân viên gần 80 người. Sau khi địa điểm François-Mitterrand được xây dựng với những xưởng bảo quản riêng, trung tâm Joël-Le-Theule chủ yếu nhận nhiêm vụ phục chế tài liệu cho các thư viện Richelieu, Opéra và Arsenal.

## Kho tài liệu
Trải qua hơn 6 thế kỷ, từ bộ sưu tập gần một nghìn bản chép tay của Charles V năm 1368, Thư viện Quốc gia Pháp ngày nay sở hữu khoảng 13 triệu cuốn sách, tổng số đơn vị lưu trữ lên tới con số hơn 30 triệu. Không chỉ là thư viện lớn nhất nước Pháp, Thư viện Quốc gia Pháp còn là một trong những thư viện quan trọng nhất trên thế giới, bên cạnh Thư viện Quốc hội Hoa Kỳ ở Washington, Thư viện Anh ở Luân Đôn, Thư viện Quốc gia Tây Ban Nha ở Madrid, hay Thư viện Quốc gia Nga ở Sankt-Peterburg...
Những cuốn sách thư viện có được ngày nay mang nhiều nguồn gốc xuất xứ. Đầu tiên, có lẽ phải kể tới những cuốn sách chép tay được đóng theo yêu cầu hoàng gia Pháp. Năm 1537, sắc lệnh lưu chiểu do François I ban hành giúp thư viện có thêm một nguồn tài liệu quan trọng. Trong suốt thế kỷ 19, số lượng sách nộp lưu chiểu tăng mạnh mẽ và ngày nay trở thành nguồn tài liệu chính của thư viện. Không chỉ riêng những ấn phẩm, từ năm 1993, quy chế lưu chiểu còn áp dụng cho cả dữ liệu số và thông tin xuất bản trên Internet. Riêng trong năm 2008, Thư viện Quốc gia Pháp đã nhận được 69.958 cuốn sách, 321.991 ấn phẩm định kỳ, 836 triệu tập tin cùng nhiều tài liệu dạng khác. Nguồn bổ sung tài liệu quan trọng thứ hai của thư viện chính là những hoạt động mua bán. Nếu như quy chế lưu chiểu chỉ giúp thư viện có thêm những ấn phẩm mới xuất bản thì hoạt động tìm mua tài liệu lại bổ sung cho bộ sưu tập những cuốn sách của tất cả những thời kỳ, tất cả những lĩnh vực, trong đó không ít tư liệu quý hiếm. Vào năm 2002, thư viện đã trả 489.750 euro trong một cuộc đấu giá của Sotheby's để giành quyền sở hữu tấm ảnh cổ nhất được biết đến trong lịch sử nhiếp ảnh, tác phẩm của nhà phát minh Nicéphore Niépce. Ngày nay, mỗi năm Thư viện Quốc gia Pháp mua thêm khoảng 60 nghìn cuốn sách. Bên cạnh đó, những tặng phẩm, di vật và trao đổi tài liệu cũng giúp thư viện làm giàu thêm bộ sưu tập sách.
Kho tài liệu của Thư viện Quốc gia Pháp hiện nay được chia thành 14 phòng lưu trữ (département), đặt tại 5 địa điểm. Richelieu-Louvois, địa điểm lịch sử ở trung tâm thành phố, được dành cho những bộ sưu tập đặc biệt: nghệ thuật trình diễn, bản đồ, tranh in và nhiếp ảnh, âm nhạc, bản thảo, huy hiệu và tiền cổ cùng các tài liệu thư mục. Những lĩnh vực chính phần lớn nằm trong các tòa nhà của thư viện François-Mitterrand, thuộc các phòng lưu trữ: Lịch sử, triết học và khoa học nhân văn; Luật, kinh tế và chính trị; Khoa học và công nghệ; Văn học và nghệ thuật. Địa điểm François-Mitterrand cũng được dành cho các phòng Lưu trữ sách quý hiếm, Tài liệu thính thị và Nghiên cứu thư mục. Để bảo quản tốt nhất bộ sưu tập, các không gian lưu trữ ở đây luôn được giữ trong điều kiện độ ẩm 50% và nhiệt độ 18 độ C.
Trong 13 triệu cuốn sách của Thư viện Quốc gia Pháp, khoảng 600 nghìn cuốn được mở cho công chúng tự do tiếp cận. Thư viện cũng đã số hóa đưa lên Gallica 115.745 chuyên khảo, 3.517 tựa ấn phẩm định kỳ, 5.008 bản đồ, 1.056 tài liệu âm thanh, 4.164 bản viết tay, 2.127 bản chép nhạc cùng 111.644 hình ảnh. Là một trong những thư viện quan trọng nhất thế giới, Thư viện Quốc gia Pháp lưu giữ rất nhiều tài liệu giá trị và đặc biệt quý hiếm, không chỉ tiếng Pháp mà còn hàng trăm ngôn ngữ khác. Trong các kho lưu trữ của thư viện, có thể tìm thấy những bản thảo của các nhà văn danh tiếng, hàng nghìn những cuốn sách được xuất bản vào giai đoạn sơ khai của nghề in, những bản chép tay Kinh Thánh, những tấm bản đồ cổ... Không ít những tài liệu của Việt Nam, trong đó có cả 75 tựa sách chữ Hán-Nôm quý hiếm, cũng đang được lưu giữ tại Thư viện Quốc gia Pháp.

## Hoạt động

### Biên mục
Giống như những thư viện nghiên cứu lớn khác, Thư viện Quốc gia Pháp có nhiệm vụ xây dựng hệ thống thư mục riêng, giúp độc giả tra cứu và khai thác kho tài liệu. Công việc biên mục này đã được bắt đầu từ rất lâu trong lịch sử. Ngay từ thế kỷ 17, các thủ thư như Gabriel Naudé và Nicolas Clément đã cố gắng tổ chức lại kho tài liệu và xây dựng những chỉ dẫn thư mục đầu tiên. Mặc dù vậy, trong thế kỷ 19 và cho tới tận đầu thế kỷ 20, một phần của bộ sưu tập vẫn cần đến những nhân viên bảo quản để kiểm tra sự tồn tại hay tìm mã số của một cuốn sách. Việc xây dựng thư mục đầy đủ cho kho tài liệu in thực hiện từ cuối thế kỷ 19, sau gần một thế kỷ, tới năm 1981 mới hoàn thành. Nhờ sự phát triển của công nghệ, thư mục của Thư viện Quốc gia Pháp từng bước được tin học hóa, giúp các độc giả dễ dàng tra cứu, tìm kiếm tài liệu. Catalogue général de la BnF, thư mục số của thư viện hiện nay với hơn 10 triệu chỉ dẫn, bao gồm đầy đủ thông tin về kho tài liệu của địa điểm François-Mitterrand và một phần quan trọng của các địa điểm khác. Song song với các thư mục số, Thư viện Quốc gia Pháp vẫn duy trì hệ thống thư mục truyền thống như thư mục in hay sử dụng phiếu. Nhiều trong số các thư mục in chính của Thư viện Quốc gia Pháp cũng có thể tra cứu tại nhiều thư viện khác, ở cả Pháp và trên thế giới.
Trong vai trò một trung tâm thư mục học và cơ quan tiếp nhận lưu chiểu tài liệu, Thư viện Quốc gia Pháp còn có chức năng biên soạn và xuất bản thư mục quốc gia. Hoạt động quan trọng này phản ánh và giúp đánh giá toàn bộ ngành in ấn, xuất bản. Hiện nay, Thư mục quốc gia Pháp thống kê tất cả các tài liệu xuất bản hay phát hành tại Pháp và được Thư viện Quốc gia tiếp nhận theo luật lưu chiểu. Trong số sách được xuất bản tại Pháp ngày nay, gần một nửa chỉ được duy nhất Thư mục quốc gia kiểm kê. Cũng giống như thư mục riêng của thư viện, thư mục quốc gia được số hóa đăng tải trên trang chính thức của Thư viện Quốc gia Pháp.

### Phục vụ công chúng

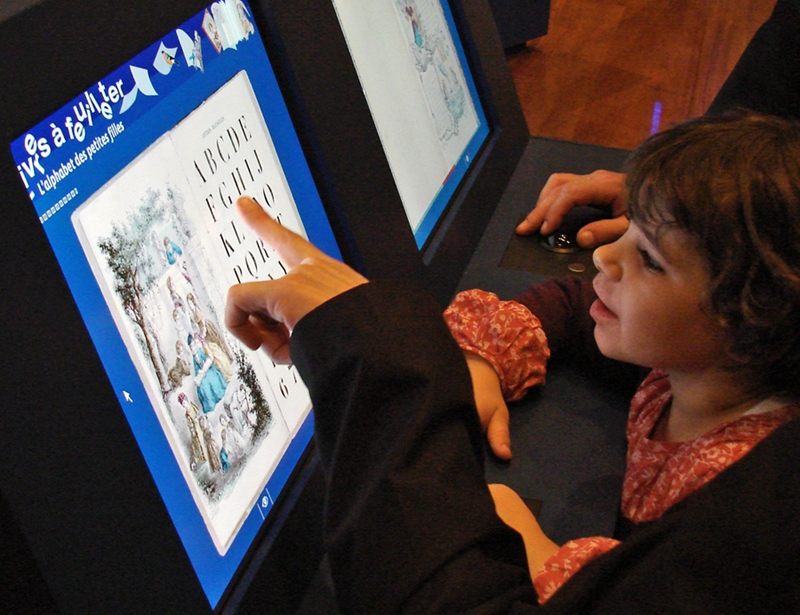
Những độc giả nhỏ tuổi tới thăm triển lãm Babar, Harry Potter et Cie, năm 2008

Hai bộ phận tiếp xúc với công chúng trước tiên của Thư viện Quốc gia Pháp là những điểm đón tiếp và hướng dẫn độc giả, nơi các nhân viên sẽ giải đáp những câu hỏi chung về thư viện. Riêng bộ phận hướng dẫn độc giả còn có thêm chức năng chỉ dẫn tài liệu, cung cấp thông tin cho độc giả về kho sách của thư viện và đôi khi hướng dẫn họ tìm đến những cơ quan khác phù hợp với nhu cầu tra cứu hơn. Thư viện Quốc gia Pháp cũng có một bộ phận chuyên trách trả lời độc giả qua thư, Internet hoặc điện thoại, giúp giải đáp những thắc mắc về tài liệu hay những câu hỏi kiến thức chung, ví dụ Tượng Nữ thần Tự do cao bao nhiêu mét hay Tổ chức Bác sĩ không biên giới được thành lập ngày nào. Trong năm 2008, thư viện đã nhận được 9.194 câu hỏi từ độc giả, trong đó 55% qua Internet và 44% bằng điện thoại.
Thư viện Quốc gia Pháp là một địa điểm dành cho cả những độc giả phổ thông và giới nghiên cứu. Ở địa điểm chính François-Mitterrand, Thư viện học tập đón tiếp tất cả những độc giả trên 16 tuổi và cho phép họ được vào chọn lựa sách ngay tại giá. Công chúng đến với thư viện có thể mua thẻ và đăng ký thành viên ngay tại các điểm đón tiếp với ba loại: vé một ngày, thẻ 15 ngày và thẻ một năm. Ngược lại, để có thể tra cứu tài liệu ở Thư viện nghiên cứu—gồm bốn địa điểm François-Mitterrand, Richelieu, Arsenal và Opéra—độc giả cần thỏa mãn những tiêu chuẩn tương đối khắt khe. Đầu tiên, họ phải là những độc giả trên 18 tuổi và cần chứng thực nghiên cứu của mình trong khuôn khổ trường đại học, công việc chuyên môn hoặc nghiên cứu cá nhân. Công việc nghiên này cần thiết đến bộ sưu tập của Thư viện Quốc gia và không thể tìm thấy ở những thư viện khác. Cuối cùng, họ phải trải qua một cuộc phỏng vấn cá nhân với một thủ thư của thư viện.
Để giúp công chúng khai thác tài liệu tốt hơn, Thư viện Quốc gia Pháp cũng tổ chức các lớp học tại địa điểm François-Mitterrand, hướng dẫn độc giả cách sử dụng các công cụ tài liệu, sử dụng và tìm kiếm thông tin trên Internet. Bên cạnh thư viện số Gallica, độc giả cũng có thể truy cập và tra cứu những dữ liệu số của thư viện tại những điểm truy cập được đặt trong tất cả các phòng đọc. Dành cho những độc giả khuyết tật, Thư viện Quốc gia Pháp có những chính sách hỗ trợ riêng. Nhiều phòng đọc tại địa điểm François-Mitterrand được trang bị những dụng cụ đặc biệt để giúp đỡ những người khiếm thị có thể tra cứu tài liệu. Tất cả những độc giả khuyết tật và người đi kèm cũng đều được miễn phí vào các phòng đọc của Thư viện Quốc gia Pháp.

### Hoạt động văn hóa, giáo dục
Cùng với các hoạt động phục vụ độc giả, Thư viện Quốc gia Pháp cũng là nơi tổ chức nhiều hoạt động văn hóa và giáo dục đa dạng. Tại sảnh phía Đông của địa điểm François-Mitterrand, một không gian trưng bày được bố trí giúp công chúng khám phá tìm hiểu chức năng, nhiệm vụ và hoạt động của thư viện. Ở đây, trong một gallery nhỏ, công chúng cũng được chiêm ngưỡng những tài liệu quý giá được thư viện giới thiệu hàng tháng. Một hoạt động văn hóa thường xuyên và quan trọng của Thư viện Quốc gia Pháp là những cuộc triển lãm, cũng với mục đích giúp công chúng khám phá những tài liệu quý hiếm của thư viện. Trong năm 2008, thư viện đã trưng bày cho công chúng chiêm ngưỡng 5.000 tài liệu trong 16 cuộc triển lãm của thư viện và 176 cuộc triển lãm khác tại Pháp và các nước khác được thư viện cho mượn hiện vật. Tổng cộng, các triển lãm của thư viện trong năm 2008 đã thu hút hơn 250 nghìn khách tham quan.
Một hoạt động văn hóa quan trọng khác của Thư viện Quốc gia Pháp là những buổi tọa đàm, gặp gỡ. Những sự kiện này là dịp để công chúng độc giả được giao lưu tiếp xúc với những nhà văn, trí thức nổi tiếng, cũng là nơi gặp gỡ, tranh luận của giới học giả. Năm 2008, Thư viện Quốc gia Pháp đã tổ chức hoặc đón tiếp 130 sự kiện gặp gỡ với tổng cộng 1.100 giờ chương trình. Nhiều hoạt động khác của thư viện cũng được tổ chức dành riêng cho nhóm công chúng nhỏ tuổi. Những cuộc triển lãm dành cho thiếu nhi của Thư viện Quốc gia Pháp thường xuyên thu hút nhiều nhóm học sinh cùng giáo viên tới thăm.

### Nghiên cứu và hợp tác
Một chức năng quan trọng khác của Thư viện Quốc gia Pháp là hợp tác cùng những cơ quan khác—cả của Pháp và thế giới—tham gia các chương trình nghiên cứu. Nhiệm vụ nghiên cứu của thư viện đã được ghi trong sắc lệnh thành lập, ngày nay bao gồm ba chương trình: những nghiên cứu được trợ cấp của chính phủ và tài trợ của Bộ Văn hóa cùng CNRS; những nghiên cứu nhờ ngân sách của thư viện; những nghiên cứu hợp tác cùng các cơ quan của châu Âu và thế giới. Cả ba chương trình nghiên cứu này đều xoay quanh các lĩnh vực: thư mục học; bảo tồn tài liệu; lịch sử sách; di sản âm nhạc và nghệ thuật trình diễn; khoa học tiền cổ; các công nghệ mới; bảo vệ, sử dụng và lưu hành thư tịch. Bên cạnh đó, Thư viện Quốc gia Pháp còn đón nhận các nghiên cứu sinh từ những trường đại học, các nhân viên từ những cơ quan bảo trợ cùng đến tham gia các hoạt động nghiên cứu.
Ở trong nước, Thư viện Quốc gia Pháp giữ vai trò trung tâm của những hiệp hội thư viện. Cùng với 64 cơ quan khác, Thư viện Quốc gia lập nên một hệ thống các trung tâm lưu chiểu, trong đó 26 trung tâm lưu chiểu ấn bản phẩm và 39 trung tâm lưu chiểu xuất bản phẩm. Bên cạnh đó, Thư viện Quốc gia Pháp cũng đứng đầu một hiệp hội bao gồm 89 thành viên cùng nhau hợp tác trao đổi tài liệu. Các thư viện của Pháp còn cùng nhau xây dựng Catalogue Collectif de France, một thư mục chung cho phép công chúng qua Internet tra cứu tìm kiến tài liệu với tổng cộng hơn 20 triệu chỉ dẫn.
Cùng với 48 thư viện quốc gia khác, Thư viện Quốc gia Pháp tham gia Thư viện châu Âu, một trang web giúp các độc giả truy cập vào nguồn tài nguyên của các thư viện thành viên. Thư viện Quốc gia Pháp cũng đóng vai trò quan trọng trong việc xây dựng Europeana, thư viện số do Ủy ban châu Âu cùng các quốc gia thành viên tài trợ nhằm phổ biến những di sản văn hóa đa dạng của châu lục. Tính tới thời điểm 1 tháng 11 năm 2008, nước Pháp—với sự tham gia của Bộ Văn hóa, Thư viện Quốc gia, Cité de la musique và Institut national de l'Audiovisuel—đã đóng góp 52% vào số tài liệu của Europeana. Các quốc gia nói tiếng Pháp cũng cùng nhau xây dựng Thư viện số Pháp ngữ mà Thư viện Quốc gia Pháp đóng vai trò một thành viên quan trọng. Ngoài ra, thư viện còn hợp tác, tham gia trao đổi tài liệu cùng nhiều thư viện khác trên thế giới, đặc biệt là Thư viện Quốc hội Hoa Kỳ và Thư viện Quốc gia Trung Quốc. Thư viện cũng từng tặng lại cho Thư viện Quốc gia Việt Nam bộ vi phim 10 nghìn tựa sách xuất bản tại Việt Nam trước tháng 10 năm 1954.

## Độc giả

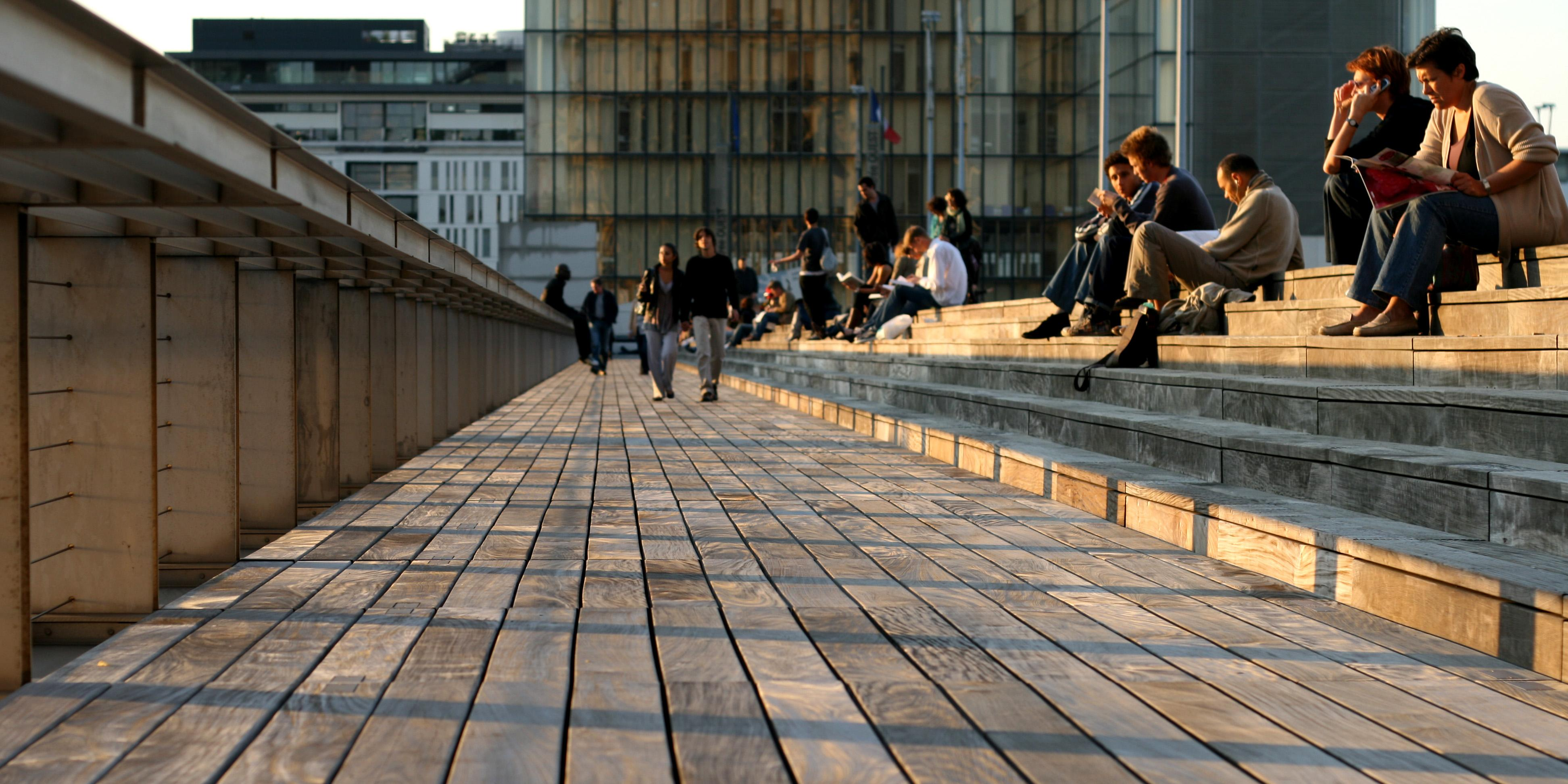
Độc giả của thư viện tại địa điểm François-Mitterrand

Là một thư viện lớn, Thư viện Quốc gia Pháp phục vụ một lượng công chúng đông đảo với những thành phần độc giả đa dạng. Trong năm 2008, các phòng đọc của thư viện đã đón tiếp 950.331 độc giả, trong đó gần một phần ba là người nước ngoài. Bên cạnh các sinh viên, giới nghiên cứu, trong những người đến với thư viện còn có giới hưu trí, những người làm việc trong ngành thư viện và cả những khách du lịch.
Năm 2008, Thư viện học tập tại địa điểm François-Mitterrand đã cấp thẻ năm cho 34.573 độc giả, bên cạnh 943 người khác mua thẻ 15 ngày. Số lượng độc giả nghiên cứu đăng ký trong năm 2008 cũng lên tới hơn 30 nghìn người, trong đó 10% nghiên cứu với tư cách cá nhân. Trung bình, trong mỗi ngày mở cửa, địa điểm François-Mitterrand đón tiếp 1.994 độc giả, các địa điểm Richelieu, Arsenal và Opéra cũng có 261 người ghé thăm. Một cuộc điều tra năm 2005 cho thấy hơn một nửa số độc giả của thư viện đến từ nội ô Paris. Tại Haut-de-jardin, 52% độc giả sống trong Paris, 32% thuộc vùng vành đai nhỏ và 12% thuộc vành đai lớn và chỉ 4% là những người tỉnh khác hoặc ngoại quốc. Ở những địa điểm khác, Richelieu, Arsenal, Opéra và Avignon, 53% trong số những độc giả thuộc Paris, 23% thuộc những tỉnh còn lại của vùng Île-de-France và 24% sống tại tỉnh khác hoặc tới từ nước ngoài. Phần đông những độc giả của Thư viện Quốc gia Pháp là sinh viên, giới nghiên cứu hoặc những giảng viên đại học. Ở Haut-de-jardin, Thư viện học tập, các sinh viên chiếm đến 74% số độc giả, bên cạnh một số nhỏ 6% khác là học sinh. Tại những địa điểm khác, phần nhiều các độc giả là những giảng viên, nghiên cứu sinh hay những người nghiên cứu.
Cũng theo thống kê của năm 2008, trong số những độc giả nước ngoài đến với Thư viện Quốc gia Pháp, những người Ý chiếm số đông nhất, 4,8%. Những thứ tự tiếp theo là Hoa Kỳ với 3,8%, Đức với 1,9%, Anh với 1,8% và Nhật Bản với 1,7%. Số liệu của những năm gần đây còn cho thấy số độc giả nữ của thư viện luôn đông hơn số độc giả nam giới, chiếm khoảng từ 52 đến 53% tổng số độc giả.